# والتنهوفن
والتنهوفن (به آلمانی: Waltenhofen) یک شهر در آلمان است که در ابرالاگوی واقع شده‌است. والتنهوفن ۸٬۹۶۸ نفر جمعیت دارد.